# Felipe IV en Fraga
El llamado Felipe IV en Fraga es un retrato de más de medio cuerpo de dicho rey pintado por Velázquez en tres sesiones en junio de 1644 en la ciudad de Fraga, a la que se había trasladado la corte con motivo de la «jornada de Aragón» de ese año y que concluyó con la recuperación de Lérida, ocupada por el ejército francés a raíz de la sublevación de Cataluña. Regalado por Felipe V a su hijo, el futuro duque de Parma, el cuadro salió de España con este en 1748. Ingresó en 1911 en la Colección Frick de Nueva York, actualmente abierta como museo público.
Se trata casi con seguridad del retrato que Antonio Palomino dice que Velázquez pintó del rey de tamaño natural «de la forma que entró en Lérida, empuñando el militar bastón, y vestido de felpa carmesí, con tan lindo aire, tanta gracia, y majestad, que parecía otro vivo Philipo».
Las circunstancias en que se realizó se conocen por las cuentas de gastos, incluyendo los gastos de albañilería ocasionados por la apertura de dos ventanas en la sala donde debía posar el rey y las reparaciones hechas en el recinto habilitado como estudio del pintor, que se hallaba en estado ruinoso. Velázquez trabajó al mismo tiempo en un retrato del enano llamado el Primo, que se envió a Madrid en junio. 
Antes de concluir el mes de julio el retrato del rey estaba terminado y se envió a la reina Isabel de Borbón, que a petición de la colonia catalana en la corte ordenó su exposición en público. José Pellicer en sus Avisos históricos informaba el 16 de agosto de 1644 que el cuadro en el que estaba retratado el rey «de la misma forma que está en campaña», vestido de rojo y plata, se había expuesto en la iglesia de San Martín, «debajo de un dosel bordado de oro, donde concurrió mucho pueblo a verlo y de él se hacen ya copias».
Jonathan Brown sugiere que Velázquez pudo inspirarse para su composición, por lo demás rigurosamente sobria, en el retrato del Cardenal-Infante Fernando de Austria de Anton van Dyck (Museo del Prado), que se encontraba en Madrid desde 1636, pero Velázquez hizo un ejercicio de virtuosismo en las bordaduras plateadas sobre la felpa rosada así como en los destellos de la tela sedosa de las mangas, pintados sin duda a distancia, con numerosas pinceladas gruesas y empastadas en aparente desorden y en abierto contraste con el acabado suave del rostro. Todas estas cualidades son ahora más perceptibles gracias a que el cuadro fue sometido en 2009 a una limpieza de los barnices envejecidos que lo cubrían, efectuada en los talleres del Metropolitan Museum.
De las copias conocidas la más estimable se encuentra en el Dulwich College de Londres, considerada antiguamente como la versión original del cuadro pintado por Velázquez hasta que en 1911 Aureliano Beruete se la atribuyó a Juan Bautista Martínez del Mazo, al asignar definitivamente a Velázquez la versión conservada en Nueva York.